# Eyralpenus meinhofi
Eyralpenus meinhofi är en fjärilsart som beskrevs av Max Bartel 1903. Eyralpenus meinhofi ingår i släktet Eyralpenus och familjen björnspinnare. Inga underarter finns listade i Catalogue of Life.